# Конкакафов шампионат у фудбалу за жене 1994.
Конкакафов шампионат у фудбалу за жене 1994. била је треће издање женског фудбалског турнира Конкакафа, међународног женског фудбалског турнира за нације Северне Америке, Централне Америке и Кариба у организацији Конкакафа. Турнир је одредило две квалификационе екипе Конкакафаа за Светско првенство у фудбалу за жене 1995., победник Сједињених Држава и другопласирана Канада. Турнир је одржан у Монтреалу, Квебек, Канада, у периоду између 13. и 21. августа 1994. године и учествовало је пет репрезентација.

## Град и стадион
| Монтреал |                                |
| Монтреал | Монтреал                       |
| -------- | ------------------------------ |
| Монтреал | Спортски комплекс Клод-Робилар |
| Монтреал | Капацитет: 6.500               |
| Монтреал |                                |

## Земље учеснице
Учествовало је пет фудбалских репрезентација чланица Конкакафа:
| Земље учеснице   | Земље учеснице | Земље учеснице    | Земље учеснице | Земље учеснице |
| ---------------- | -------------- | ----------------- | -------------- | -------------- |
| Сједињене Државе | Канада         | Тринидад и Тобаго | Мексико        | Јамајка        |

## Финална табела
| Екипа             | Бод | Ута | Поб | Нер | Изг | ГД | ГП |
| ----------------- | --- | --- | --- | --- | --- | -- | -- |
| Сједињене Државе  | 12  | 4   | 4   | 0   | 0   | 36 | 1  |
| Канада            | 9   | 4   | 3   | 0   | 1   | 18 | 6  |
| Мексико           | 4   | 4   | 1   | 1   | 2   | 6  | 19 |
| Тринидад и Тобаго | 4   | 4   | 1   | 1   | 2   | 6  | 20 |
| Јамајка           | 0   | 4   | 0   | 0   | 4   | 2  | 22 |

| Канада                                                                                   | 7 : 0    | Јамајка |
| ---------------------------------------------------------------------------------------- | -------- | ------- |
| Чермејн Хупер 2’, 67’, 78’ · Силвана Буртини 26’, 28’ · Џери Донели 65’ · Андреа Нил 87’ | Извештај |         |

| Сједињене Државе | 9 : 0    | Мексико |
| --- | -------- | ------- |
| Кристин Лили ?’, ?’ · Тиша вентурини ?’ · Џенифер Лалор ?’ · Тифани Робертс ?’ · Керин Џенингс ?’ · Миа Хам ?’ · Мишел Ејкерс ?’, ?’ | Извештај |         |

| Тринидад и Тобаго | 2 : 1 | Јамајка |
| ----------------- | ----- | ------- |
|                   |       |         |

| Канада                                                      | 6 : 0    | Мексико |
| ----------------------------------------------------------- | -------- | ------- |
| Силвана Буртини 19’, 27’, 44’, 60’, 75’ · Чермејн Хупер 33’ | Извештај |         |

| Мексико | 3 : 1 | Јамајка |
| ------- | ----- | ------- |
|         |       |         |

| Сједињене Државе | 11 : 1   | Тринидад и Тобаго |
| --- | -------- | ----------------- |
| Миа Хам 4’, ?’, ?’, ?’ · Аманда Кромвел ?’ · Тиша Вентурини ?’, ?’ · Кристин лили ?’ · Керин Џенингс ?’, ?’ · Мишел Ејкерс ?’ | Извештај | Делиа ДеСилва ?’  |

| Сједињене Државе | 10 : 0   | Јамајка |
| --- | -------- | ------- |
| Карла Овербек ?’, ?’ · Тифани Робертс ?’ · Кристин Лили ?’, ?’ · Керин Џенингс ?’ · Сера Рафанели ?’ · Мишел Ејкерс ?’, ?’ · Тифени Милбрет ?’ | Извештај |         |

| Канада                                                                         | 5 : 0    | Тринидад и Тобаго |
| ------------------------------------------------------------------------------ | -------- | ----------------- |
| Мишел Ринг 41’ · Силвана Буртини 70’ · Андреа Нил 75’ · Чермејн Хупер 77’, 90’ | Извештај |                   |

| Мексико | 3 : 3 | Тринидад и Тобаго |
| ------- | ----- | ----------------- |
|         |       |                   |

| Канада | 0 : 6    | Сједињене Државе                                                                                                 |
| ------ | -------- | --- |
|        | Извештај | Миа Хам 17’ · Андреа Нил 55’ (а.г.) · Тифани Робертс 56’ · Керин Џенингс 80’ · Џули Фоуди 87’ · Мишел Ејкерс 89’ |